# Jürg Tschopp
Jürg Tschopp (* 1951 in Basel; † 22. März 2011 in den Schweizer Alpen) war ein Schweizer Biochemiker, bekannt für Beiträge zur Erforschung der Apoptose und der Immunologie von Entzündungen.

## Leben und Wirken
Tschopp studierte Chemie in Basel (Diplom 1974) und wurde 1979 an der Universität Basel in Biophysik promoviert. Als Post-Doktorand war er bei Hans J. Müller-Eberhard am Scripps Research Institute in La Jolla. 1982 wurde er Assistenzprofessor und 1989 Professor an der Universität Lausanne in der Abteilung Biochemie. Seit 2003 war er stellvertretender Direktor der Abteilung Biochemie.
In den frühen 1980er Jahren klärte er die Funktion der letzten Stufe der Immunantwort des Komplementsystems, indem er zeigte, dass das Protein C 9 Bakterien tötet, indem es ihre Wand durchlöchert (es bildet mit anderen Proteinen eine Pore in der Bakterienwand). Bald darauf fand er, dass cytotoxische T-Zellen im Immunsystem gegenüber Krebszellen ähnlich vorgehen, sie geben ein Molekül ab (Perforin), dass Kanäle in der Zellmembran der Krebszelle bildet und den Eintritt der Protease Granzyme in die Krebszelle ermöglicht. 2000 fand er einen zweiten Weg, wie T-Zellen Apoptose einleiten (über den Fas-Rezeptor und die RIP Kinase, unabhängig von dem Caspase-Kaskaden-Mechanismus).
1996 fand er mit Kollegen, dass Krebszellen (Melanom) Fas-Liganden als Abwehr gegen das Immunsystem auf ihrer Oberfläche exprimieren.
Er war auch an der Entdeckung von BLyS beteiligt, ein Zytokin das die Vermehrung von B-Zellen anregt. Das führte zur Entwicklung eines neuen Medikaments bei Autoimmunkrankheiten (Belimumab).
Später widmete er sich den molekularen Mechanismen von Entzündungen. Er entdeckte die Rolle und Funktion von Inflammasomen zum Beispiel als Reaktion auf Harnsäurekristalle bei Gicht. Das regte auch neue Medikamentenentwicklungen an (über die Blockade von Interleukin 1 Beta). Die von Tschopp entdeckte Aktivierung von Interleukin 1 Beta über das NLRP3 Inflammasom spielt auch bei Autoimmunkrankheiten und Diabetes 2 eine Rolle.
Er starb an einem Herzanfall auf einem Skiausflug mit seinem Sohn in die Schweizer Alpen. In seiner Jugend war er Zehnkämpfer und war auch später sportlich aktiv.
2008 erhielt er den Louis-Jeantet-Preis, 2010 den Novartis Clinical Immunology Prize, 2004 den San Salvador Cancer Award, 2006 den European Cell Death Organization (ECDO) Award, 1986 den Friedrich-Miescher-Preis und 1992 den Max-Cloëtta-Preis.